# Європейська асоціація із забезпечення якості вищої освіти
Європе́йська асоціа́ція із забезпе́чення я́кості ви́щої осві́ти (ЄМЗЯ) англ. the European Association for Quality Assurance in Higher Education (ENQA). Заснована в 2000 країнами-учасниками Болонської угоди під назвою англ. European Network for Quality Assurance in Higher Education. У 2004 році слово «Network» у назві було змінено на «Association».
Членство в асоціації відкрите для всіх агентств контролю якості освіти в країнах, що підписали Болонську декларацію.

## Група E4
Асоціація входить до так званої групи E4 європейських асоціацій, що є консультативними членами Болонської реформи. До цієї групи також входять:
- Європейська асоціація університетів (ЄАУ),
- Європейська асоціація вищих навчальних закладів (ЄАВНЗ),
- Європейське студентське міжнародне бюро (ЄСМБ).

Учасники групи є ініціаторами створення і засновниками Європейського реєстру із забезпечення якості вищої освіти (European Quality Assurance Register, EQAR).